# Нюрбейю
Нюрбейю (устар. Кюрбейю) — река в России, течёт по территории Заполярного района Ненецкого автономного округа. Вытекает из озера Нюрбейты на высоте 49 м над уровнем моря. Устье реки находится в 22 км по левому берегу реки Хальмерью, на высоте 9 м над уровнем моря. Длина реки составляет 27 км.

## Данные водного реестра
По данным государственного водного реестра России относится к Двинско-Печорскому бассейновому округу, водохозяйственный участок реки — Печора от водомерного поста Усть-Цильма и до устья, речной подбассейн реки — бассейны притоков Печоры ниже впадения Усы. Речной бассейн реки — Печора.
Код объекта в государственном водном реестре — 03050300212103000084602.